# عبد العزيز بن علي بن محمد ابن الطحان
عبد العزيز بن علي بن محمد الإشبيلي، هو بن سلمة بن عبد العزيز، ابن الطحان، أبو الأصبغ.
مما يبين أهمية المترجم له: أنه عرف بالإقراء والتميز في هذا المجال حتى قال عنه الزركلي: «وانتهى اليه التفوق بالقراءات في عصره». ، وقال عنه ابن الدبيثي: «سمعت غير واحد يقول ليس بالمغرب أعلم بالقراءات من ابن الطحان». ، وهذه الثناءات تنبئك عن قدر العالم، كما أثنى ابن الجزري على كتابه: «مرشد القاري إلى تحقيق معالم المقاري»، فقال: «لا يعرف قدره إلا من وقف عليه».
ولد سنة 498هـ بإشبيلية، ورحل إلى مصر والشام وحلب والعراق، قرأ ببلده بالروايات على جماعة، ثم حج ودخل العراق فقرأ بواسط.
قال عنه ابن أيبك الصفدي: «كان من القراء المجودين الموصوفين بإتقان القراءات ومعرفة وجوهها وله في ذلك مصنفات» 
وقال ابن الدبيثي: «سمعت غير واحد يقول ليس بالمغرب أعلم بالقراءات من ابن الطحان».
وقال أبو محمد ابن الأشيري: «ليس في المغرب أحد أعلم من ابن الطحان بالقراءات».
من مشايخه: شريح بن محمد بن أحمد بن يوسف الرعيني، وأبو بكر بن سعادة القرطبي.
من مؤلفاته: مرشد القاري إلى تحقيق معالم المقاري. قال ابن الجزري عن هذا الكتاب: «لا يعرف قدره إلا من وقف عليه».
توفي سنة 560هـ بحلب.
|}

## اسمه ونسبه
عبد العزيز بن علي بن محمد بن سلمة بن عبد العزيز، ابن الطحان، أبو الأصبغ الإشبيلي.

## مولده ونشأته
ولد سنة 498هـ بإشبيلية، ورحل إلى مصر والشام وحلب والعراق، قرأ ببلده بالروايات على جماعة، ثم حج ودخل العراق فقرأ بواسط.

## قالوا عنه
1/ قال ابن أيبك الصفدي: «كان من القراء المجودين الموصوفين بإتقان القراءات ومعرفة وجوهها وله في ذلك مصنفات» 
2/ قال خير الدين الزركلي: «قارئ مجوّد، له شعر حسن...وانتهى اليه التفوق بالقراءات في عصره».
3/ قال ابن الدبيثي: «سمعت غير واحد يقول ليس بالمغرب أعلم بالقراءات من ابن الطحان».
4/ قال أبو محمد ابن الأشيري: «ليس في المغرب أحد أعلم من ابن الطحان بالقراءات».
5/ قال أبو الخير ابن الجزري: «أستاذ كبير وإمام محقق بارع مجود ثقة».

## مشايخه
1/ شريح بن محمد بن أحمد بن يوسف الرعيني.
2/ أبو بكر بن سعادة القرطبي.
3/ أبو العباس بن عيسون.

## تلامذته
1/ الأثير أبو الحسن محمد بن أبي العلاء.
2/ أبو طالب بن عبد السميع.
3/ أبو بكر محمد بن طاهر القيسي.
4/ عبد الله بن محمد القرطبي.
5/ نعمة بن أحمد الهوزي.

## شعره
ابن الطحان له شعر جيد، ومنه:
(دع الدنيا لعاشقها... سيصبح من رشائقها)
(وعاد النفس مصطبرا... ونكب عن خلائقها)
(هلاك المرء أن يضحي... مجدا في علائقها)
(وذو التقوى يذللها... فيسلم من بوائقها).

## مؤلفاته
1/ نظام الأداء في الوقف والابتداء.
2/ مقدمة في مخارج الحروف.
3/ مقدمة في أصول القراءات.
4/ كتاب الدعاء.
5/ مرشد القاري إلى تحقيق معالم المقاري. قال ابن الجزري عن هذا الكتاب: «لا يعرف قدره إلا من وقف عليه».
وفاته
توفي سنة 560هـ بحلب. [غاية النهاية في طبقات القراء، مكتبة ابن تيمية، شمس الدين أبو الخير ابن الجزري (1/395)]

## أهمية العلم
عرف بالإقراء والتميز في هذا المجال حتى قال عنه الزركلي: «وانتهى اليه التفوق بالقراءات في عصره». ، وقال عنه ابن الدبيثي: «سمعت غير واحد يقول ليس بالمغرب أعلم بالقراءات من ابن الطحان». ، وقال أبو محمد ابن الأشيري: «ليس في المغرب أحد أعلم من ابن الطحان بالقراءات» 
وهذه الثناءات تنبئك عن قدر العالم، كما أثنى ابن الجزري على كتابه: «مرشد القاري إلى تحقيق معالم المقاري»، فقال: «لا يعرف قدره إلا من وقف عليه».